# Jon Avery
Jon Avery (Indianápolis, Indiana, 20 de noviembre de 1986) es un exjugador de baloncesto estadounidense. Jugó profesionalmente en Estados Unidos, Chile, México, Líbano y Catar.

## Trayectoria
Avery asistió a la Universidad de Indiana-Universidad Purdue Indianápolis donde jugó cuatro temporadas con los Jaguars en The Summit League de la División I de la NCAA. Registró 124 presentaciones en total, en los que promedió 8,2 puntos y 4,4 rebotes por partido.
Tras dejar la universidad, comenzaría a jugar profesionalmente en 2011 en el Cincinnati Slam de la Universal Basketball Association, una liga menor estadounidense. 
Arribó a Chile en 2012, contratado como refuerzo extranjero por el INACAP de Punta Arenas. Su buena actuación en los torneos regionales con ese equipo hizo que el Liceo Mixto lo incorpore para disputar la Dimayor 2012. Destacándose en el rol de anotador, su equipo terminaría como subcampeón de la temporada. 
En 2013 jugó en la Liga de Básquetbol Estatal de Chihuahua con los Cerveceros de Meoqui. Al año siguiente aterrizaría en el Bejjeh, un equipo de la Liga Libanesa de Básquetbol.  
Su última experiencia como profesional fue jugando para el Al-Shamal Doha de Catar.